# Visiteur unique
Pour les articles homonymes, voir Unique.
Un visiteur unique (ou utilisateur unique ; en anglais, unique visitor ou unique user) est un internaute qui visite une ou plusieurs pages d'un site web durant une période de temps. Ainsi, le nombre de visiteurs uniques d'un site durant le mois de janvier 2014 est le nombre de visiteurs différents qui ont visité au moins une page du site durant le mois de janvier 2014.

## Visite versus visiteur unique
Une visite est la consultation d'une ou de plusieurs pages d'un site web. Si une personne consulte une ou plusieurs pages d'un site le mardi, puis consulte de nouveau une ou plusieurs pages le jeudi, le site dénombrera deux visites. Par contre, les deux visites provenant du même visiteur, le site dénombrera un seul visiteur unique pour ces deux visites durant cette semaine.

## Objectif de cette mesure
Le nombre de visiteurs uniques est une façon courante de mesurer la popularité d'un site web et ce nombre est souvent cité pour intéresser des annonceurs et des investisseurs potentiels. Le nombre de visiteurs uniques est généralement mesuré sur une période de temps standard, généralement un mois.
Les visiteurs uniques sont comptés pour permettre aux acheteurs de publicité sur le site de voir combien de personnes différentes ils atteindront. Comme un visiteur peut effectuer plusieurs visites dans une période donnée, le nombre de visiteurs uniques est plus petit que le nombre de visites. Dans le compte de visiteurs uniques, chaque visiteur n'est compté qu'une fois.

## Source de la traduction
- (en) Cet article est partiellement ou en totalité issu de l’article de Wikipédia en anglais intitulé « Unique user » (voir la liste des auteurs).